# Бу (собака)
Бу (нар. 16 березня 2006, помер 18 січня 2019) — померанський шпіц, який став інтернет-мемом. У нього була популярна сторінка на Facebook, він став предметом чотирьох фотокниг. За станом на березень 2016 року у Facebook було зібрано понад 17,5 мільйонів лайків. Бу належав Ірен Ан, співробітниці Facebook, яка також володіла старшим братом Бу, Бадді (помер 6 вересня 2017 року).

## Популярність
Бу належав співробітниці Facebook з Сан-Франциско, яка створила сторінку для собаки з написом «Мене звуть Бу. Я собака. Життя чудове». Бу здобув популярність у жовтні 2010 року після того, як співачка Кеша відправила твіт, що у неї з'явився «новий хлопець», з посиланням на сторінку Бу.
Видавництво Chronicle Books, помітивши, що в той час у Бу було 5 мільйонів шанувальників у Facebook, звернулося до власниці собаки з пропозицією написати книжку з картинками. У серпні 2011 року вийшла книга «Бу: життя наймилішої собаки у світі», написана його господинею під псевдонімом Дж. Х. Лі. Книга була у кінцевім підсумку видана десятьма мовами світу. Відтак з'явилася друга книга, «Бу: маленька собака у великім місті», а також календар і додаткові дитячі книги. Інші товари включають м'яку іграшку виробництва Gund.
Бу помер під час сну вранці 18 січня 2019 року. У цей день власники оголосили, що він помер від «розбитого серця» після смерті Бадді.

## Появи у ЗМІ
У квітні 2012 року Бу став предметом містифікації після того, як хештег #RIPBOO з'явився у Facebook. Після цього почали з'являтися твіти, коли користувач Gizmodo Сем Біддл написав у Твіттері, що Бу помер. Пізніше співробітники Chronicle Books підтвердили, що Бу живий і здоровий.
У липні 2012 року Бу був названий офіційним представником по зв'язках з тваринами авіакомпанії Virgin America, були опубліковані його фотографії у літаку, супроводжувальні поради для людей, що подорожують з домашніми тваринами.
Майк Ісаак з ресурсу All Things Digital розкрив власника Бу, назвавши ім'я Ірен Ан, співробітниці Facebook, у серпні 2012 року